# Graaiflatie
Graaiflatie, een samentrekking van de woorden 'graaien' en 'inflatie', is het verschijnsel waarbij ondernemingen hun prijzen naar aanleiding van stijgende inflatie verhogen, maar dit op onevenredige wijze doen. Op deze manier wordt de winstmarge verder verhoogd. Doordat de klant de exacte prijsopbouw van een product niet kent, blijft graaiflatie vaak verborgen.

## Oorsprong

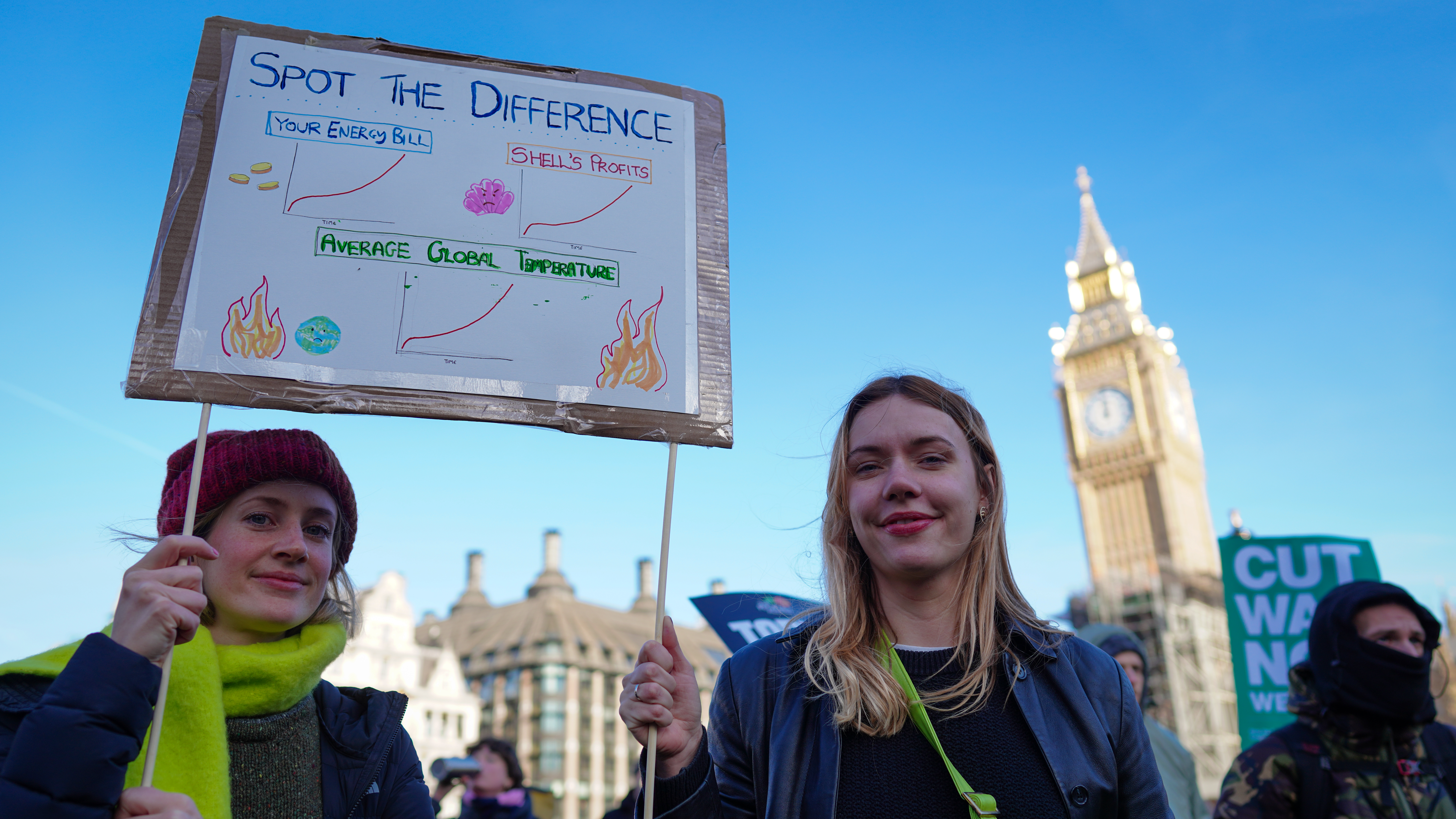
Twee activisten in Londen die protesteren tegen de stijgende kosten van levensonderhoud (2022)

Het woord is afkomstig van het Engelse woord greedflation dat werd bedacht naar aanleiding van de stijgende inflatie in 2022. Het woord werd in het Nederlands voor het eerst gebruikt in het voorjaar van 2023. Volgens vakbond FNV hebben zij het woord geïntroduceerd in het Nederlands. De Taalbank stelt dat het woord werd geïntroduceerd door columniste Anna Dijkman in Het Financieele Dagblad.
Doordat ondernemingen stijgende kosten voor grondstoffen, arbeid en productie doorrekenen aan de klant kunnen zij hun winsten behouden. Bij graaiflatie wordt de prijs nog eens extra verhoogd om de winstmarge te vergroten.
Een onderzoek van de Europese Centrale Bank wees uit dat graaiflatie de belangrijkste reden was van de inflatiegolf van 2022 en 2023: 60% van de inflatie was te wijten aan graaiflatie. Volgens de ECB steeg het aandeel bedrijfswinst met 9,4% tegenover een stijging van loonkosten die met 4,7% waren gestegen. Het Internationaal Monetair Fonds (IMF) berekende dat in het tweede kwartaal van 2023 ongeveer de helft van de prijsstijgingen in het voordeel was van de ondernemingen en hun bedrijfswinst. Het IMF sprak niet over graaiflatie, maar stelde wel dat een inperking van bedrijfswinsten een oplossing zou kunnen zijn voor de inflatie.

## Graaiflatie in Nederland en België

### België
Volgens de Belgische professor Paul De Grauwe was graaiflatie in 2022 en 2023 verantwoordelijk voor twee derde van de prijsstijgingen. De Belgische consumentenorganisatie Test-Aankoop diende in juli 2023 een klacht in bij de Mededingingsautoriteit nadat er uit onderzoek bleek dat de prijzen van supermarktproducten gemiddeld met 17% waren gestegen ten opzichte van het voorgaande jaar, terwijl de prijzen voor grondstoffen flink waren gedaald.
De Belgische econoom Jana Jonckheere gaf daarentegen begin 2023 aan dat er in België in 2022 geen sprake was geen graaiflatie. De Nationale Bank van België noemde het “geen wijdverspreid fenomeen”. Econoom Ivan Van de Cloot stelde dat de discussie over graaiflatie vooral wordt "gedreven door populisme".

### Nederland
Econoom Stefan Groot vatte het gevoel van graaiflatie samen als: "bedrijven hebben vorig jaar veel meer winst gemaakt, maar consumenten gingen er in koopkracht op achteruit".
In mei 2023 kwam het economisch bureau van Rabobank naar buiten met hun onderzoeksresultaten naar graaiflatie. In 2022 bedroeg de inflatie 11,8% en 2,2% daarvan was een extra winstmarge. Het economisch bureau stelde dat "prijzen meer waren gestegen dan nodig", maar waren van mening dat er van graaiflatie geen sprake was.

## Woord van het jaar
In 2023 werd het woord graaiflatie in Nederland en Vlaanderen verkozen tot 'Woord van het jaar'. In Nederland ontving het woord meer dan 65% van de stemmen, in Vlaanderen kreeg het 37% van de stemmen.